# پی‌یر ویره
پیر ویره (به فرانسوی: Pierre Viret) متخصص الهیات قرن شانزدهم میلادی اهل فرانسه است.